# Claudette Didul
Claudette Didul (Nueva York, 1961) es una decoradora de sets estadounidense conocida por realizar las escenografías de películas como Atrápame si puedes (2002), The Amazing Spider-Man (2012), La cara del terror (1999) y de series como Mad Men (2007).
Su primer trabajo como asistente de producción fue en la película Enamorarse (1984) del director belga Ulu Grosbard.
Por la serie Mad Men Claudette Didul obtuvo cuatro nominaciones a los premios Emmy durante cuatro años. En 2011 y 2012 Nominada: Outstanding Art Direction For A Single-Camera; en 2015 y 2014 Nominada: Primetime Emmy Award for Outstanding Production Design for a Narrative Period Program (One Hour or More).